# Liste der Biografien/Zaw
Liste der Biografien |
Portal Biografien |
Personensuche
# |
A |
B |
C |
D |
E |
F |
G |
H |
I |
J |
K |
L |
M |
N |
O |
P |
Q |
R |
S |
T |
U |
V |
W |
X |
Y |
Z |
?
 
Za |
Zb |
Zc |
Zd |
Ze |
Zf |
Zg |
Zh |
Zi |
Zj |
Zk |
Zl |
Zm |
Zn |
Zo |
Zr |
Zs |
Zu |
Zv |
Zw |
Zy |
Zz
 
Zaa |
Zab |
Zac |
Zad |
Zae |
Zaf |
Zag |
Zah |
Zai |
Zaj |
Zak |
Zal |
Zam |
Zan |
Zao |
Zap |
Zaq |
Zar |
Zas |
Zat |
Zau |
Zav |
Zaw |
Zax |
Zay |
Zaz
Die Liste der Biografien führt alle Personen auf, die in der deutschsprachigen Wikipedia einen Artikel haben. Dieses ist eine Teilliste mit 71 Einträgen von Personen, deren Namen mit den Buchstaben „Zaw“ beginnt.

## Zaw
- Zaw Linn Tun (* 1983), myanmarischer Fußballspieler
- Zaw Min Tun, General der burmesischen Armee
- Zaw Min Tun (* 1992), myanmarischer Fußballspieler

### Zawa
- Zawacka, Elżbieta (1909–2009), polnische Widerstandskämpferin, Mathematikerin, Pädagogin, Brigadegeneral, emeritierte Professorin und Museumsgründerin
- Zawacki, Joseph (1888–1962), deutscher katholischer Pfarrer und Gegner des Nationalsozialismus
- Zawacki, Stanislaus (1887–1964), deutscher Arzt
- Zawacki-Richter, Olaf (* 1972), deutscher Pädagoge und Hochschullehrer
- Zawada, Andrzej (1928–2000), polnischer Alpinist, Tatra-Bergsteiger und studierter Seismologe
- Zawada, Andrzej (* 1948), polnischer Literaturhistoriker, Literaturkritiker, Essayist und Hochschullehrer
- Zawada, Filip (* 1975), polnischer Dichter, Musiker (Bassist) und Fotograf
- Zawada, Magdalena (* 1985), polnische Naturbahnrodlerin
- Zawada, Oskar (* 1996), polnischer Fußballspieler
- Zawada, Sławomir (* 1965), polnischer Gewichtheber
- Zawada, Tadeusz (* 1951), polnischer Radrennfahrer
- Zawadi, Kiane (1932–2024), US-amerikanischer Jazzmusiker
- Zawadil, Walter (1909–1960), deutscher Politiker (FDP, DP), MdB
- Zawadowski, Wacław (1891–1982), polnischer Maler
- Zawadski, Erich (1922–2016), deutscher Radrennfahrer, Schrittmacher und Trainer
- Zawadsky, Johann Rudolf von (1754–1823), preußischer Landrat
- Zawadzka, Beata (* 1986), polnische Schachspielerin
- Zawadzka, Joanna (* 1997), polnische Tennisspielerin
- Zawadzka, Marcelina (* 1989), polnisches Model, Moderatorin, Rennfahrerin und Miss Polen
- Zawadzka, Stanisława (1890–1988), polnische Opernsängerin (Sopran) und Gesangspädagogin
- Zawadzki, Aleksander (1899–1964), polnischer kommunistischer Politiker
- Zawadzki, Alice (* 1985), britische Jazzsängerin, Geigerin und Komponistin
- Zawadzki, Constantin (1866–1944), deutscher Politiker (Zentrum), MdL Preußen und MdR
- Zawadzki, Daniel (* 1974), polnischer Schauspieler und Synchronsprecher
- Zawadzki, Franciszek (1887–1975), polnischer Radrennfahrer und Unternehmer
- Zawadzki, Gottfried (1922–2016), deutscher Maler
- Zawadzki, Józef (1886–1951), polnischer Chemiker
- Zawadzki, Krzysztof (* 1959), polnischer Fusion- und Jazzmusiker (Schlagzeug, Komposition)
- Zawadzki, Ryszard (* 1951), polnischer Politiker (Platforma Obywatelska), Mitglied des Sejm
- Zawadzki, Sean (* 2000), US-amerikanischer Fußballspieler
- Zawadzki, Stanisław (1743–1806), polnischer Architekt und Offizier
- Zawadzki, Włodzimierz (* 1967), polnischer Ringer
- Zawadzky, Heinrich von (1758–1820), preußischer Generalmajor
- Zawadzky, Wolf von (1907–2000), deutscher Brigadegeneral der Bundeswehr und Präsident der Johanniter-Unfall-Hilfe
- Zawaideh, Sharif (* 1980), jordanischer Skirennläufer

### Zawi
- Zāwī ibn Zīrī († 1019), Anführer der Sanhadscha der Ziridendynastie
- Zawichowski, Gottfried (* 1960), österreichischer Kulturmanager und Chorleiter
- Zawieja, Martin (* 1963), deutscher Gewichtheber
- Zawieja, Philippe (* 1970), französischer Psychosoziologe, Autor und Forscher bei Mines ParisTech
- Zawierucha, Rafał (* 1986), polnischer Schauspieler
- Zawierucha, Tomasz (* 1973), polnischer Gitarrist und Hochschullehrer
- Zawieschitzky, Christian (* 2007), österreichischer Fußballspieler
- Zawieyski, Jerzy (1902–1969), polnischer Schriftsteller
- Zawila, Franziska (* 1981), deutsche Schauspielerin und Sängerin
- Zawiła, Marcin (* 1958), polnischer Politiker (Platforma Obywatelska), Mitglied des Sejm
- Zawinski, Jamie (* 1968), US-amerikanischer Computerprogrammierer, Mitbegründer von Mozilla
- Zawinul, Joe (1932–2007), österreichischer Jazz-Pianist, Keyboarder, Komponist, Arrangeur und Mitbegründer des JazzrocksJoe Zawinul (1932–2007)

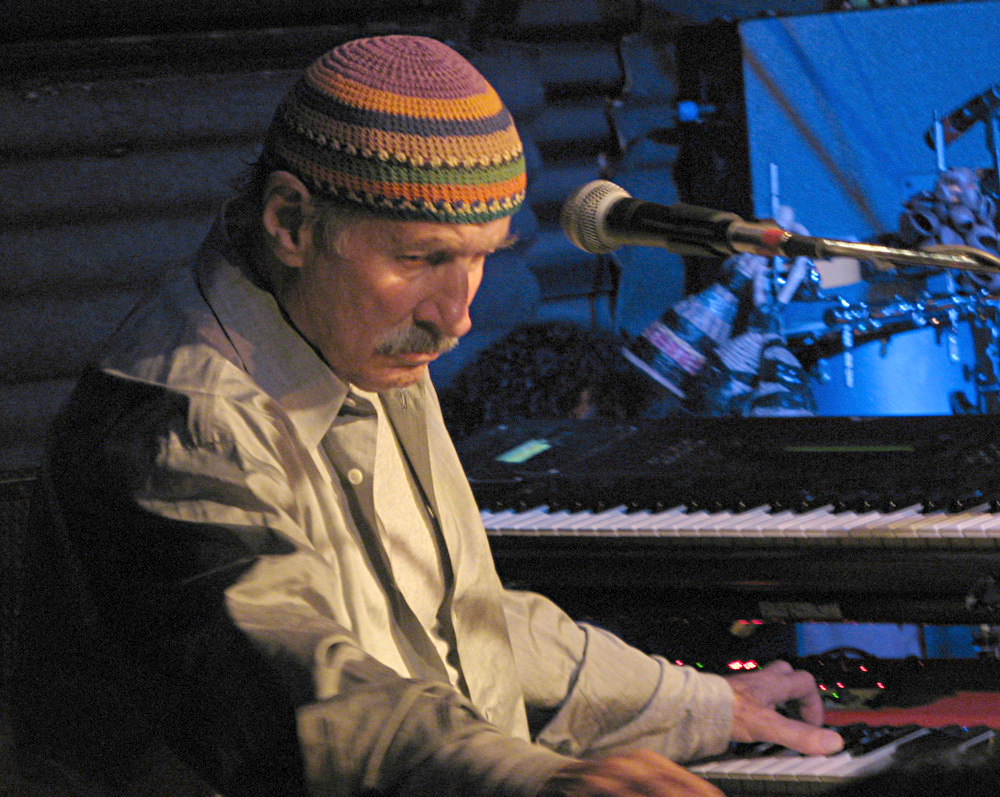
Joe Zawinul (1932–2007)

- Zawisch von Falkenstein († 1290), böhmischer Adliger aus dem Krumauer Familienzweig der Witigonen
- Zawisch von Nechanitz, böhmischer Adliger aus dem Krumauer Familienzweig der Witigonen
- Zawisch-Ossenitz, Carla (1888–1961), österreichische Medizinerin
- Zawistowska, Weronika (* 1999), polnische Fußballspielerin
- Zawistowski, Tadeusz Józef (1930–2015), polnischer römisch-katholischer Geistlicher, Weihbischof in Łomża
- Zawisza Czarny (1379–1428), polnischer Ritter
- Zawisza von Kurozweki († 1382), römisch-katholischer Bischof von Krakau
- Zawisza, Aleksander (1896–1977), polnischer Ministerpräsident
- Zawisza, Krzysztof Stanisław (1660–1721), polnischer Schriftsteller und Politiker
- Zawisza, Marcelina (* 1989), polnische Politikerin
- Zawitkowski, Józef (1938–2020), polnischer römisch-katholischer Geistlicher, Weihbischof in Łowicz

### Zawo
- Zawodny, Janusz Kazimierz (1921–2012), polnisch-US-amerikanischer Politikwissenschaftler
- Zawodny-Parthey, Joseph (* 1870), österreichischer Agrarwissenschaftler
- Zawodsky, Peter (* 1969), österreichischer Basketballspieler
- Zawół, Marcin (* 2002), polnischer Biathlet
- Zaworotko, Mike (* 1956), britischer Chemiker
- Zawose, Hukwe (1940–2003), tansanischer traditioneller afrikanischer Musiker

### Zawr
- Zawřel, Dominicus (1725–1799), Zisterzienser und Märtyrer
- Zawrel, Friedrich (1929–2015), österreichischer Überlebender der NS-EuthanasieFriedrich Zawrel (1929–2015)

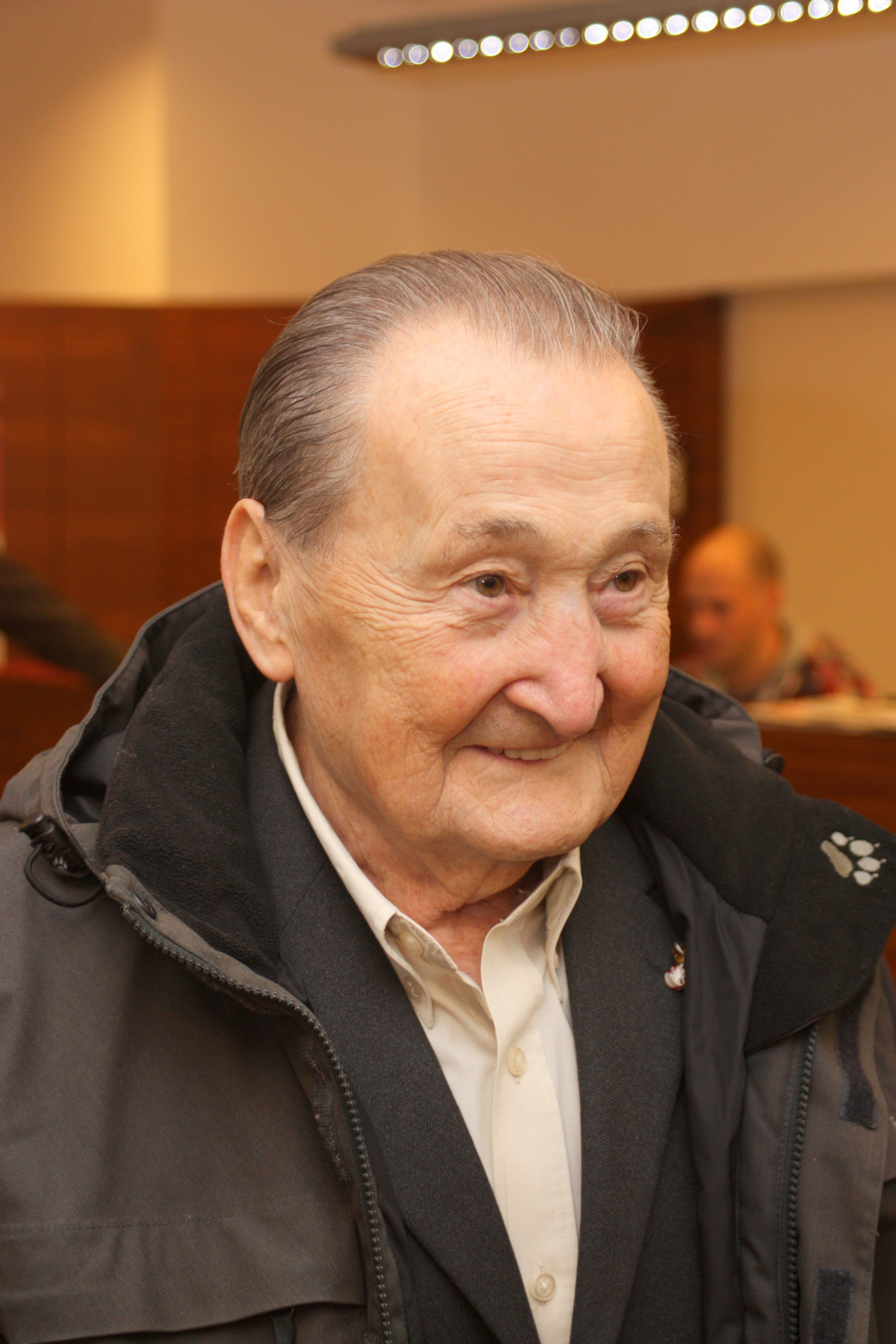
Friedrich Zawrel (1929–2015)

- Zawrel, Rudolf (* 1951), deutscher Schlagersänger, Vorstandsvorsitzender
- Zawrotniak, Radosław (* 1981), polnischer Degenfechter